# Muerte a Secuestradores
Pour les articles homonymes, voir MAS.
Le MAS, ou Muerte a Secuestradores (en français Mort aux Ravisseurs) est le premier groupe paramilitaire financé par les narcotraficants en Colombie. Sa fonction principale était de protéger les barons de la drogue et les propriétaires fonciers des actions de guérillas telles que les FARC et le M-19 à travers l'assassinat ciblé de ravisseurs ou de personnes liées à la guérilla.

## Histoire
Le MAS a été créé par un groupe de 200 barons de la drogue en 1981 en réponse à l'enlèvement de Martha Nieves Ochoa par des membres du M-19, qui réclamaient 12 millions de dollars pour sa libération. Martha Nieves, qui avait alors 26 ans, était la fille de Fabio Ochoa Restrepo (propriétaire et éleveur connu de chevaux Paso Fino) et la sœur de Jorge Luis, Juan David et Fabio, connus sous le nom de frères Ochoa et qui faisaient partie du cartel de Medellín. Le groupe a publié une déclaration en décembre de cette année dans laquelle il exprimait sa volonté de lutter contre les crimes d'enlèvement, qu'ils soient effectuées par des criminels ordinaires ou par des groupes subversifs.
Quelques jours après cette annonce, le groupe MAS, qui comptait environ 2 000 hommes, a constaté que le gestionnaire et le cerveau de l'enlèvement était Luis Gabriel Bernal et enlevé 25 personnes qui lui étaient proches, y compris sa petite amie, son frère, sa sœur et ses meilleurs amis. Le 16 février 1982, Martha Nieves est libérée sans que sa rançon ne soit payée. On attribue au MAS la mort de William de Jesús Parra Castillo, militant du groupe d'autodéfense ouvrier (ADO) qui aurait participé à l'assassinat de l'ancien ministre Rafael Pardo Buelvas. Ils sont également responsables du meurtre de l'avocat Jorge Enrique Cipagauta Galvis, de l'explosion d'une bombe dans la maison de la journaliste María Jimena Duzán et de menaces de mort envers l'ancien ministre Alfredo Vázquez Carrizosa (es).
Lorsque le cartel de Medellin a disparu, les membres du MAS ont commencé à chercher des façons d'intégrer des groupes d'autodéfense et des groupes paramilitaires nés à la même époque, constituant plus de 250 groupes différents, finalement réunis autour des AUC, Autodefensas Unidas de Colombia.